# Атакора (річка)
Атакора — річка в Африці, протікає у південній частині Гани. Тече близько 60 км на схід від озера Вольта та є його притокою.